# Orneblenda
L'orneblenda è un gruppo di minerali appartenente alla classe dei silicati, (VIII), sottoclasse degli inosilicati, famiglia degli anfiboli. Possiedono formula chimica generalizzata AnCa2(Z2+5-mZ3+m)(Si8−(n+m)Al(n+m))(OH,F,Cl)2.

## Etimologia
Il termine orneblenda è stato usato per la prima volta nel 1789 da Abraham Gottlob Werner da un antico termine tedesco per indicare "minerali scuri senza valore" e da "blende", che significa ingannare.
Orneblenda può essere un nome informale comunemente usato per gli anfiboli con colore che va dal verde scuro al nero, in gran parte nel "gruppo contenente la radice orneblenda nel nome" che include minerali come la ferroorneblenda o la magnesio-orneblenda secondo la nomenclatura dell'Associazione Mineralogica Internazionale (IMA). Nella sua accezione informale, il termine può includere anche edenite, tschermakite, hastingsite, pargasite e molti altri minerali correlati.
Il termine "orneblenda" è anche usato come nome di gruppo per tutti gli anfiboli alluminosi del sottogruppo dell'anfibolo di calcio del supergruppo dell'anfibolo.

## Elenco delle orneblende
Nel 2012 è stata ridefinita la classificazione degli anfiboli, pertanto rientrano sotto questo nome i seguenti minerali del sottogruppo degli anfiboli di calcio:
- gruppo contenente la radice actinolite nel nome: actinolite · ferro-actinolite · mangano-actinolite
- gruppo contenente la radice cannilloite nel nome: fluoro-cannilloite
- gruppo contenente la radice edenite nel nome: edenite · ferro-edenite · ferro-fluoro-edenite · fluoro-edenite · potassic-ferro-cloro-edenite
- gruppo contenente la radice hastingsite nel nome: hastingsite · magnesio-fluoro-hastingsite · magnesio-hastingsite · potassic-cloro-hastingsite · potassic-fluoro-hastingsite · potassic-hastingsite · potassic-magnesio-hastingsite
- gruppo contenente la radice orneblenda nel nome: ferro-ferri-orneblenda · ferroorneblenda · magnesio-ferri-fluoro-orneblenda · magnesio-ferri-orneblenda · magnesio-fluoro-orneblenda · magnesio-orneblenda (più la joesmithite che aspetta l'assegnazione definitiva al gruppo)
- gruppo contenente la radice pargasite nel nome: cromio-pargasite · ferro-cloro-pargasite · ferro-pargasite · fluoro-pargasite · mangani-pargasite · pargasite · potassic-cloro-pargasite · potassic-ferro-pargasite · potassic-fluoro-pargasite · potassic-pargasite · vanadio-pargasite
- gruppo contenente la radice sadanagaite nel nome: ferro-cloro-sadanagaite · ferro-ferri-sadanagaite · ferro-sadanagaite · potassic-cloro-sadanagaite · potassic-ferri-sadanagaite · potassic-ferro-cloro-sadanagaite · potassic-ferro-ferri-sadanagaite · potassic-ferro-sadanagaite · potassic-sadanagaite · sadanagaite
- gruppo contenente la radice tremolite nel nome: fluoro-tremolite · tremolite
- gruppo contenente la radice tschermakite nel nome: ferri-tschermakite · ferro-tschermakite · tschermakite

## Caratteristiche generali
Le orneblende sono caratterizzate da alcuni parametri comuni:
- colore generalmente da nero a verdastro
- costituita da cristalli prismatici sia tozzi che aghiformi, di sfaldatura perfetta.
- cristallizzano tutte nel sistema monoclino e nel gruppo puntuale 2/m
- durezza Mohs compresa tra 5 e 6
- peso specifico che varia da 2,9 a 3,4
- lucentezza vitrea
- insolubile negli acidi, tranne che acido fluoridrico (HF).[7]